# Борщевка (Тульская область)
Борщевка — село в Тульской области России.
В рамках административно-территориального устройства входит в состав Алёшинского сельского округа Ленинского района, в рамках организации местного самоуправления входит в городской округ город Тула.

## География
Село находится в центральной части Тульской области, в зоне хвойно-широколиственных лесов, в пределах северо-восточной части Среднерусской возвышенности, к востоку от реки Упы, к югу от автодороги Р132, на расстоянии примерно 23 километров (по прямой) к западу от города Тулы, административного центра округа и области. Абсолютная высота — 171 метр над уровнем моря.

### Климат
Климат характеризуется как умеренно континентальный, с умеренно холодной снежной зимой и относительно тёплым летом. Среднегодовая многолетняя температура воздуха составляет +3,7 — +4,2 °С. Средняя температура воздуха самого холодного месяца (января) — −10 °C (абсолютный минимум — −42 °C), средняя температура самого тёплого (июля) — +18,4 °С (абсолютный максимум — +38 °C). Вегетационный период длится в среднем 180 дней. Среднегодовое количество атмосферных осадков составляет 545 мм, из которых большая часть (около 70 %) выпадает в тёплый период. Снежный покров держится в течение 135 дней. В течение года в розе ветров преобладают ветры юго-западных и западных направлений. Скорость их колеблется в пределах от 3,2 до 4,8 м/с.

### Часовой пояс
Село Борщевка, как и вся Тульская область, находится в часовой зоне МСК (московское время). Смещение применяемого времени относительно UTC составляет +3:00.

## История
Во второй половине XVIII века, как видно из плана на церковную землю, сделанного в 1780 году, село называлось Покровским-Баршевкой. Это дает основание предполагать, что в давнее время в селе существовал храм во имя Покрова Пресвятой Богородицы. Каменный храм во имя Георгия Победоносца построен в 1863-69 годах вместо обветшавшего деревянного храма, построенного неизвестно когда. Храм построен на средства прихожан, из которых наиболее крупными жертвователями были полковник Григорий Дьяков и сестра его Т.Я. Кишкина. С 1890 года существовала школа грамоты .
В конце XIX — начале XX века село входило в состав Алешинской волости Алексинского уезда Тульской губернии.
С 1929 года село входило в состав Алешинского сельсовета Тульского района, с 1939 года — в составе Ленинского района, с 2005 года — в составе Федоровского сельского поселения, с 2014 года — в составе городского округа город Тула.

## Население
| 1859 | 1915 | 2002 | 2010 |
| ---- | ---- | ---- | ---- |
| 272  | ↘231 | ↘17  | ↗34  |

### Национальный состав
Согласно результатам переписи 2002 года, в национальной структуре населения русские составляли 100 % из 17 чел.

## Достопримечательности
В селе расположена недействующая Церковь Георгия Победоносца (1869).